# Flavien Maurelet
Flavien Maurelet (Senlis, 16 maart 1991) is een Frans wielrenner die anno 2018 rijdt voor St Michel-Auber 93.

## Carrière
In 2017 eindigde Maurelet op de vijfde plaats in de openingsetappe van de Ronde van Normandië. Aan het einde van de zevendaagse rittenkoers bezette de Fransman plek 22, op ruim anderhalve minuut van winnaar Anthony Delaplace. In mei van dat jaar behaalde hij zijn eerste UCI-zege toen hij de eerste etappe van de Ronde van Gironde op zijn naam schreef. De leiderstrui die hij daaraan overhield raakte hij in de tweede en laatste etappe kwijt aan Pablo Torres. Later dat jaar werd hij nationaal kampioen op de weg bij de amateurs.
In 2018 maakte Maurelet de overstap naar St Michel-Auber 93.

## Overwinningen
2017
1e etappe Ronde van Gironde

## Resultaten in voornaamste wedstrijden
|      | \| Jaar \| Parijs-Tours \| \| ---- \| ------------ \| \| 2018 \| opgave \| \| 2019 \| \| \| 2020 \| 99e \| \| 2021 \| opgave \| |
| Jaar | Parijs-Tours |
| 2018 | opgave |
| 2019 | |
| 2020 | 99e |
| 2021 | opgave |

## Ploegen
- 2018 –  St Michel-Auber 93

Baldo · Feillu · Jakin · Le Cunff · Levarlet · Maldonado · Maurelet · Paillot · Thominet · Touzé